# Uniwersytet Techniczny (Irak)
Uniwersytet Techniczny (ar. الجامعة التكنولوجية, Dżami‘at At-Tiknuludżijja) – iracka uczelnia publiczna znajdująca się w Bagdadzie, założona w 1960 roku.
W 1969 przyłączono ją do Uniwersytetu Bagdadzkiego, jako Wydział Inżynierii. Status samodzielnego uniwersytetu oraz obecną nazwę otrzymała w 1975. 
W skład uczelni wchodzą następujące wydziały:
- Wydział Nauk Stosowanych
- Architektury
- Budownictwa
- Inżynierii Chemicznej
- Inżynierii Komputerowej
- Informatyki
- Automatyki
- Elektrotechniki
- Elektromechaniki
- Inżynierii Materiałowej
- Inżynierii Laserowej i Elektrooptyki
- Inżynierii Mechanicznej
- Inżynierii Petrochemicznej
- Metalurgii i Inżynierii Produkcji.

## Źródła
- World higher education database